# Escudo de Timor Oriental
El escudo de Timor Oriental fue aprobado el 18 de enero de 2007 y aparece regulado en la Ley 02/2007. Este escudo semejante a un sello, tiene forma de círculo con un fondo de color blanco. En el borde del escudo, delimitado por dos circunferencias concéntricas de color rojo, figura la denominación oficial del país: “República Democrática de Timor-Leste” (República Democrática de Timor Oriental) y, en la parte inferior, las siglas de esta denominación (RDTL).
En el interior del escudo aparece representada la insignia del Monte Ramelau que tiene forma piramidal con tres ángulos en la base y es de color negro con un borde rojo separado por una línea amarilla o dorada. 
Dentro de la insignia, cerca de la punta superior, figura una estrella de cinco puntas de color blanco de la que irradian cinco rayos del mismo color. Debajo de estos rayos aparece representado un libro abierto de color rojo con bordes amarillos o dorados que se apoya en un engranaje con una base del mismo color que los bordes.
A la derecha del engramaje (la izquierda a la vista) se encuentra una espiga y dos hojas de arroz (hare fulin) y, a su izquierda, una mazorca y dos hojas de maíz (batar fulin) ambas también de color dorado.
Debajo del engranaje puede observarse un fusil de asalto Kalashnikov AK-47 situado delante de una flecha (rama inan) de color amarillo o dorado y sobre un arco del mismo color.
Debajo de la insignia del Monte Ramelau aparece escrito en una cinta blanca con bordes de color rojo y letras del mismo color el lema: “Unidade, Acçao, Progresso” (Unidad, Acción, Progreso) los valores básicos en los que debe asentarse la convivencia. 
- Los ángulos y la punta de la insignia del Monte Ramelau simbolizan el Principio de División de Poderes y la independencia y soberanía del país.
- La estrella y los rayos representan los valores que guían al pueblo timorense hacia la Paz.
- El engranaje, los vegetales y el libro simbolizan el conocimiento y la capacidad del pueblo timorense para progresar.
- Las armas representan las luchas y resistencia de la población timorense por la independencia.

## Emblemas previos

### Colonización portuguesa
Las armas del Timor portugués siguieron el mismo formato de otras colonias portuguesas, con el territorio que está representado por la cruz Dominicana negra y blanca en reconocimiento del papel desempeñado por los Dominicos convirtiendo en los habitantes de Timor Oriental al catolicismo.

### Ocupación Indonesia
Indonesia invadió Timor Oriental en 1975 y lo anexó al año siguiente como su 27ª provincia de Timor Timur. Durante este período, Timor Timur tenía su propio escudo de armas que se mantuvo en uso hasta Indonesia rescindida su anexión en 1999. Las armas consistían en un escudo dorado conteniendo coronas de trigo y algodón que encierran una escarapela azul que contiene una casa estilizada tradicional de Timor Oriental. Esto fue surmontado por un escudo azul que muestra una estrella de oro representando la fe en un solo Dios. Por debajo de la escarapela apareció un tocado estilizado de Timor (Kaibauk) con la inscripción "Timor Timur" (en español: Timor del Este). El lema en tetun Houri Otas, Houri Wain, Oan Timor Asswa'i aparece en la parte superior del escudo y significa Desde tiempos pasados, desde hoy, somos guerreros timorenses.

### Administración de Transición de las Naciones Unidas en Timor Oriental
El sello utilizado por la Administración de Transición de las Naciones Unidas para Timor Oriental representa un esquema de la isla de Timor, un cocodrilo, tocado tradicional y los patrones de colas. El sello incluye las palabras Timor Lorosa’e y Governu en Tetun o Timor Leste y Governo en portugués (en lengua española:Timor Oriental y Gobierno).

### Versión del escudo usada entre 2002 y 2007
La primera versión del escudo de Timor Oriental fue adoptada oficialmente el 20 de mayo de 2002. Se asemejaba a un sello y mostraba una estrella dorada de catorce puntas dentro de un anillo azul claro que lleva la denominación oficial del estado. El número catorce fue una alusión, probablemente, al número de organizaciones que forman parte del Consejo Nacional de la Resistencia Timorense, una especie de plataforma de todos los grupos anti indonesios de la resistencia. Sobre la estrella se encontraba un escudo de sable (negro) y de gules (rojo) en el que figuraban tres lanzas, dos espadas cruzadas y una estrella blanca de cinco puntas. Este escudo había sido el símbolo del CNRM. Una de estas agrupaciones dentro del CNMR es el Falintil, acrónimo de las Forças Armadas de Libertação e Independência de Timor-Leste (en español: Fuerzas Armadas de Liberación e Independencia de Timor Oriental). Su lema se convirtió en el lema del estado, representado en la cinta roja que aparece debajo del escudo: “HONRA, PÁTRIA E POVO” (Honor, Patria y Pueblo).

## Galería

Escudo de armas de Portugal en Timor portugués (1520-1975)
Escudo de armas de Timor portugués (1933-1935)
Escudo de armas de Timor Oriental durante el dominio portugués del 8 de mayo de 1935 al 11 de junio de 1951.
Escudo de armas de Timor Oriental durante el dominio portugués del 11 de junio de 1951 al 28 de noviembre de 1975.
Escudo de armas menor de Timor Oriental durante el dominio portugués (1935-1975)
Sello del Imperio del Japón (1942-1945)
Emblema de la República Democrática de Timor Oriental (1975-1976)
Escudo de armas de Indonesia (1976-1999)
Escudo de armas de Timor Oriental durante la ocupación indonesia (1975-1999)
Emblema de las Naciones Unidas (1999-2002)
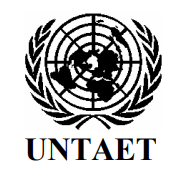
Emblema de la Administración de Transición de las Naciones Unidas para Timor Oriental (UNTAET) (1999-2002)
Escudo de armas de Timor Oriental durante la Administración de las Naciones Unidas (2001-2002)
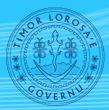
Segundo emblema de Timor Oriental administrado por las Naciones Unidas en Tetun (2001-2002)
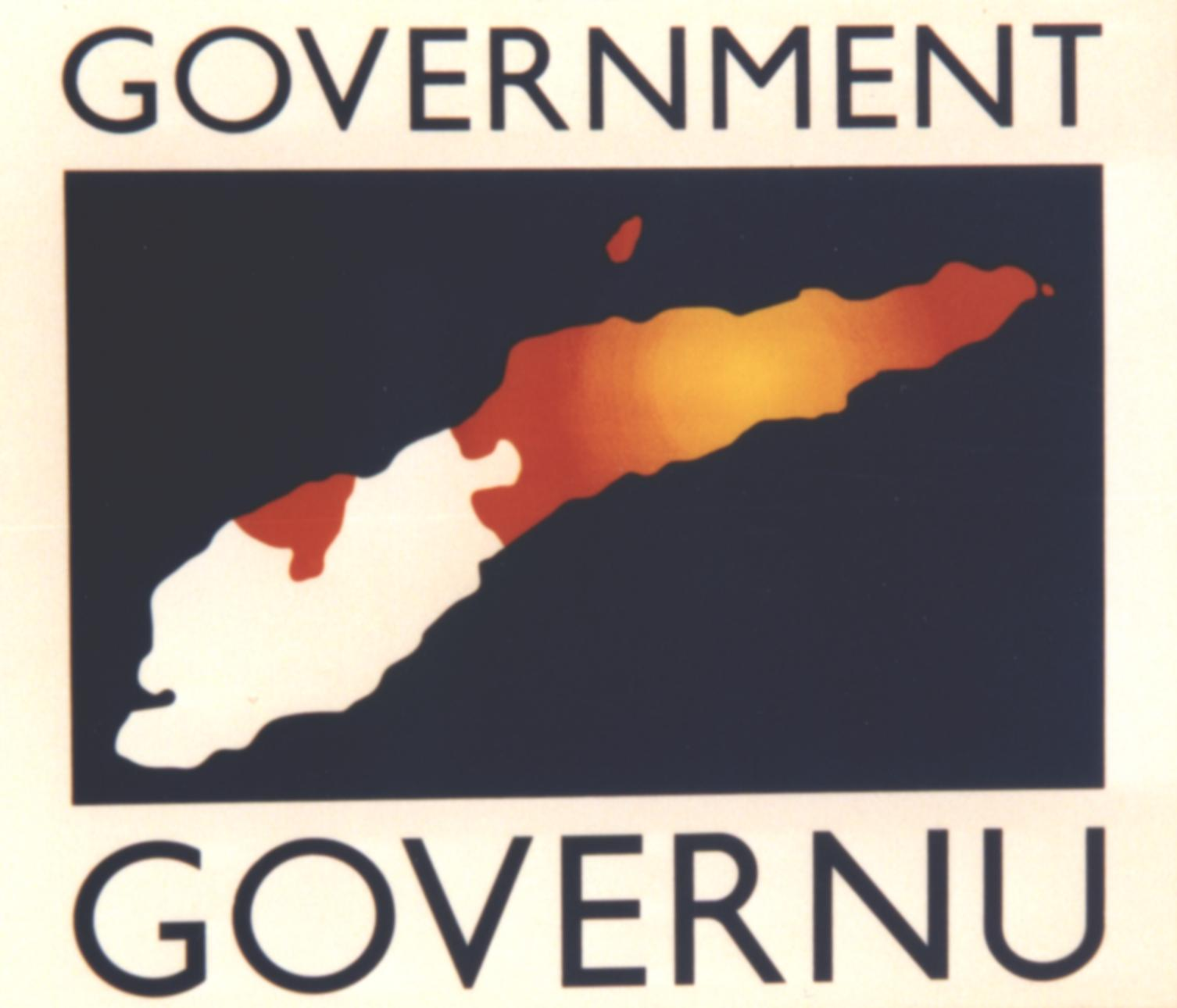
Logo del Gobierno en un vehículo bajo la administración de la ONU en 2002
Escudo de armas de las Fuerzas Armadas de Liberación e Independencia de Timor Oriental y del Consejo Nacional de la Resistencia Timorense
Primera versión del escudo de armas de Timor Oriental (2002-2007)

### Emblemas subnacionales
Algunos municipios de Timor Oriental han adoptado sus propios emblemas.

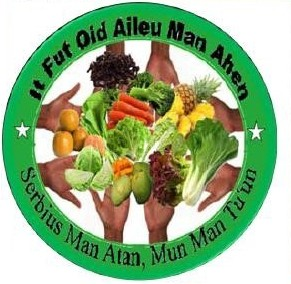
Emblema Nacional del Distrito de Aileu
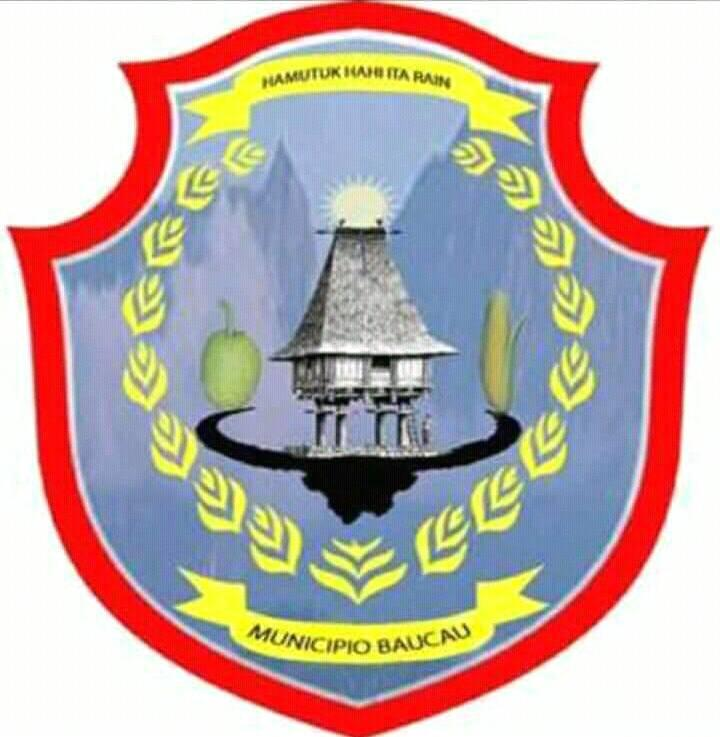
Escudo de armas del Distrito de Baucau
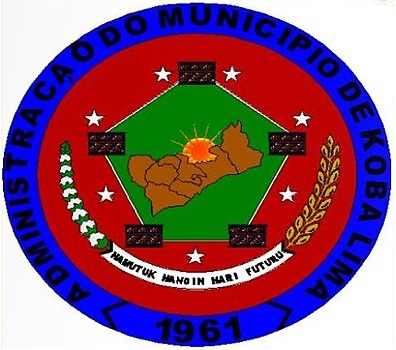
Emblema Nacional del  Distrito de Cova-Lima (anterior)
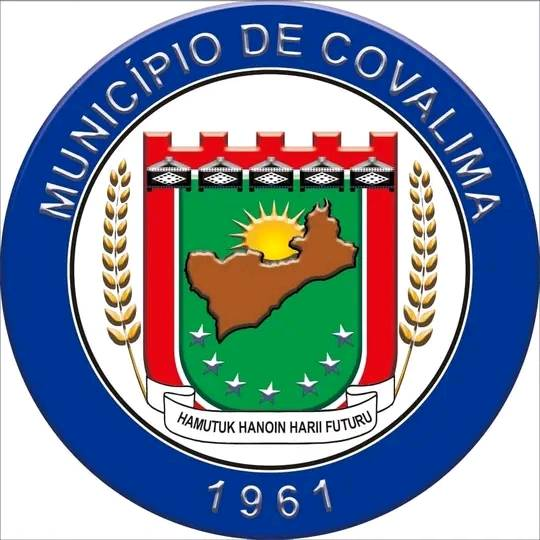
Emblema Nacional del Distrito de Cova-Lima (actual)
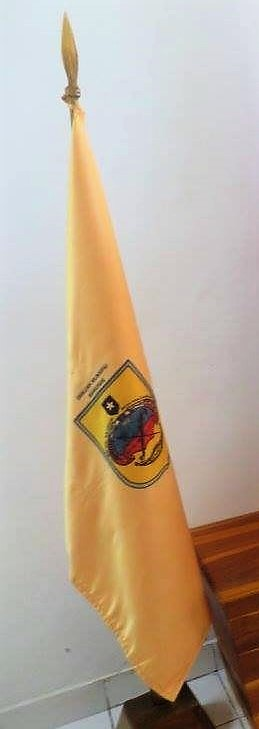
Emblema Nacional del Distrito de Manufahi
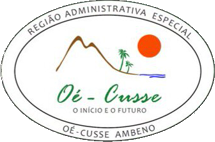
Emblema Nacional de la Región administrativa especial de Oecusse-Ambeno
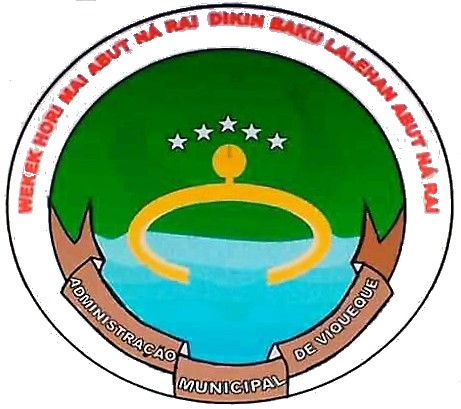
Emblema Nacional del Distrito de Viqueque